# E lucevan le stelle

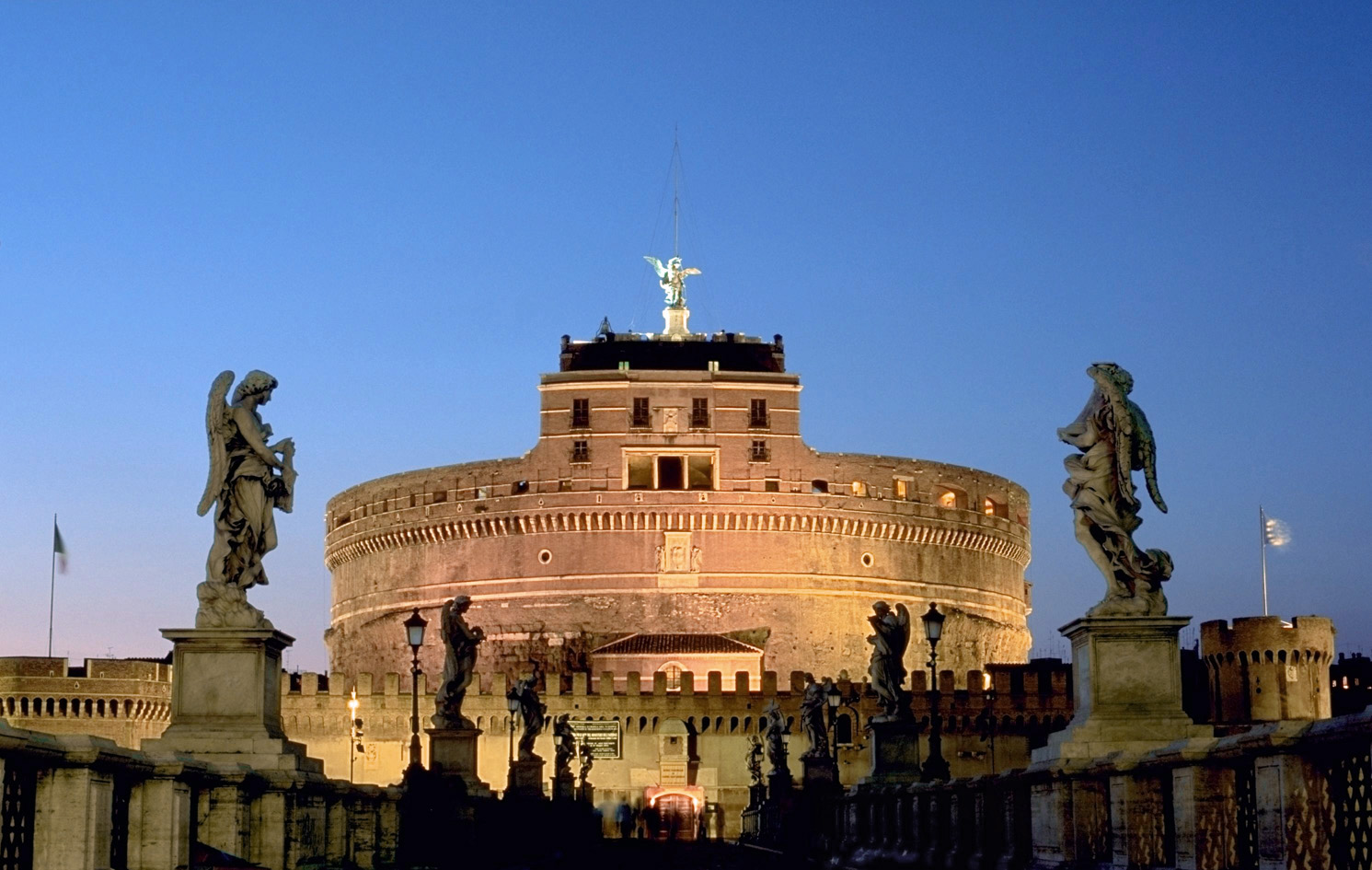
Castel Sant'Angelo, a Roma: il luogo dove si svolge la scena in cui viene cantata E lucevan le stelle

E lucevan le stelle è una aria per tenore dell’opera Tosca di Giacomo Puccini.
Il primo tenore a cantarla è stato Emilio De Marchi nel 1900. 

## L’argomento
Nell'atto terzo, aspettando la sua esecuzione a Castel Sant'Angelo, il pittore Mario Cavaradossi rievoca gli incontri amorosi notturni con Tosca, in particolare rievoca il loro primo bacio, disperandosi per la fine imminente.

## La musica
La romanza, in si minore, è aperta da un assolo di clarinetto, la cui melodia è ripresa dal tenore, in modo pressoché letterale, a partire dal verso «Oh! dolci baci, o languide carezze».
La melodia, già udita nell'ultima parte dell'introduzione al terzo atto, torna in forma di breve perorazione orchestrale anche nelle battute finali dell'opera, nel momento in cui Tosca si getta dalle mura del castello.

## Il testo
E lucevan le stelle,
e olezzava la terra,
stridea l'uscio dell'orto
e un passo sfiorava la rena.
Entrava ella, fragrante,
mi cadea fra le braccia.
Oh! Dolci baci, o languide carezze,
mentr'io fremente
le belle forme disciogliea dai veli!
Svanì per sempre il sogno mio d'amore...
l'ora è fuggita,
e muoio disperato,
e muoio disperato!
E non ho amato mai tanto la vita!
tanto la vita.

## Il plagio
Al Jolson nel 1920 scrisse una famosa canzone, Avalon, sull'omonima città dell'isola di Santa Catalina in California. L'anno successivo l'editore delle opere di Puccini, Ricordi, accusò il cantante di aver plagiato l'aria da E lucevan le stelle. Puccini e la casa editrice vinsero la causa e furono pagati 25.000 dollari per danno e per tutti i futuri diritti d'autore. Tuttavia successivamente un giudice sentenziò che la tesi di Puccini fosse infondata, per cui la Ricordi si dovette accontentare della modesta cifra ottenuta nel precedente processo.